# Josep Navarro i Costabella
Josep Navarro i Costabella (Barcelona, 1898 – Ciutat de Mèxic, 1949) fou un escriptor català, exiliat a Mèxic en acabar la guerra civil espanyola.

## Guerra Civil i exili
Durant la dictadura de Primo de Rivera fou redactor en cap de La Veu de Catalunya, òrgan de la Lliga Regionalista, partit al qual també estava afiliat. Tanmateix el 1931 va abandonar la Lliga per a ingressar en el nou constituït Esquerra Republicana de Catalunya. Durant la guerra civil espanyola es dedicà a fomentar l'estrena d'obres de teatre, i en acabar marxà cap a França, d'on el 1942 marxà cap a Mèxic amb la seva esposa, Roser Capdevila. Durant els anys d'exili va treballar fent publicitat per a una empresa distribuïdora de pel·lícules. Fins i tot el 1947 va escriure el guió del film Ángel o demonio, que fou dirigit per Víctor Urruchúa.
Les seves novel·les estan redactades en un estil més aviat gris però reflecteixen un clima de dramatisme fatalista, potser d'arrel russa, i els seus protagonistes són dissortats o abúlics.

## Obres

### Narracions breus
- El passat, cendra
- La burgeseta (Carme i Jacinta) (1935), novel·la barcelonina costumista.

### Novel·les
- Samuel. Història d'un bon dependent lladre i màrtir (1927),
- La suprema voluntat (1928)
- La fadrina Berta (1929)
- El rellogat del tercer pis (1931)
- El bé i el mal (1933)
- Passa un infant (1934).

### Teatre
- Els amors de Judit (1935)
- Víctor Daura (1935), comèdia en tres actes. Editat per les publicacions El Nostre Teatre, el 15 de maig del 1935.
- Immaculada (1936), comèdia en tres actes. Editat per les publicacions El Nostre Teatre, l'1 de juliol de l'any 1936.

### Traduccions
- Eugènia Grandet (Balzac, 1931)
- La Novel·la d'un Cavall (Tolstoi, 1929)

### Biografies
- Pau Casals (1929)
- Lluís Millet (1929)

### Assaig
- La Universitat de Catalunya (1937)